# Johannes Vollrath

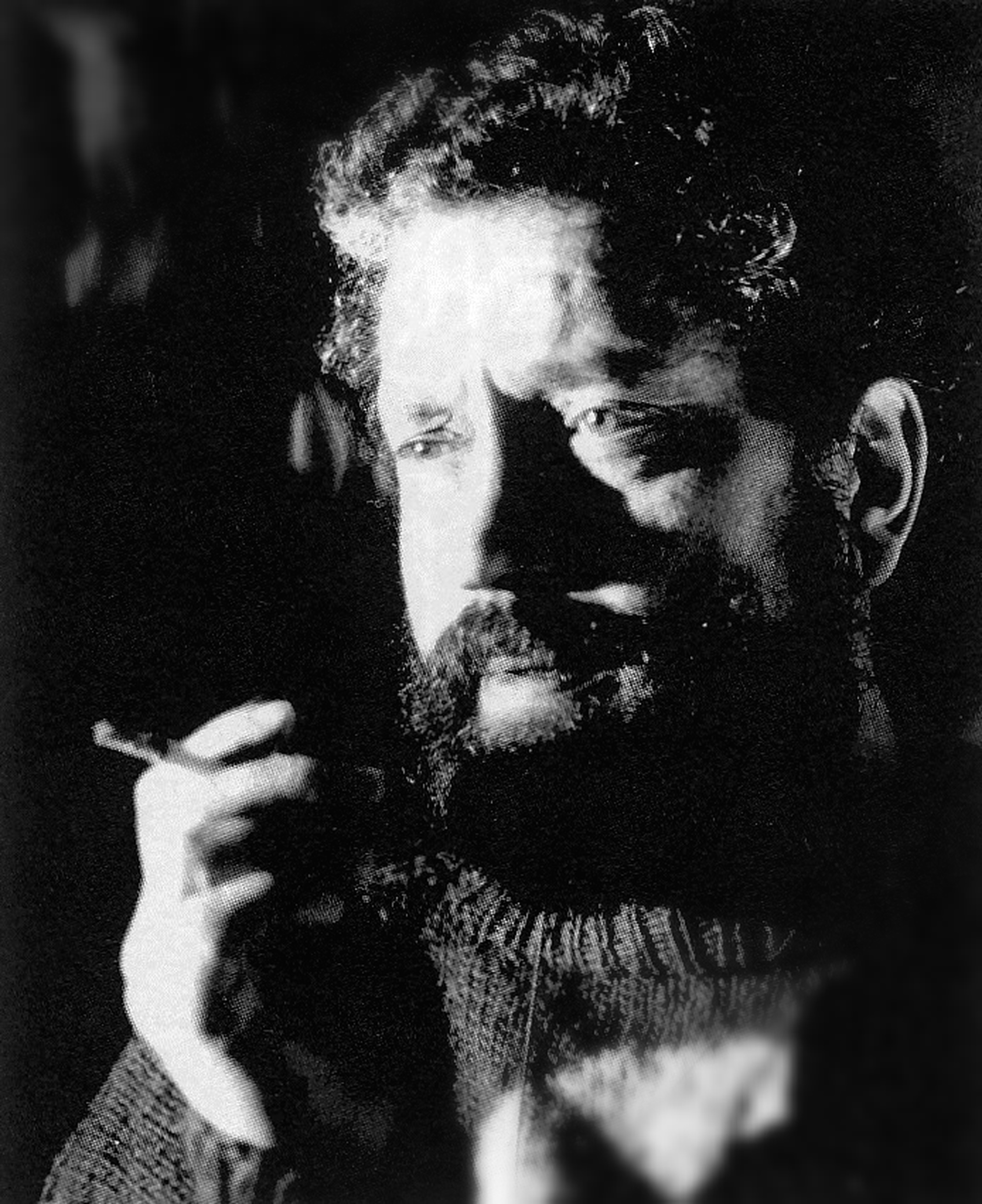
Johannes Vollrath

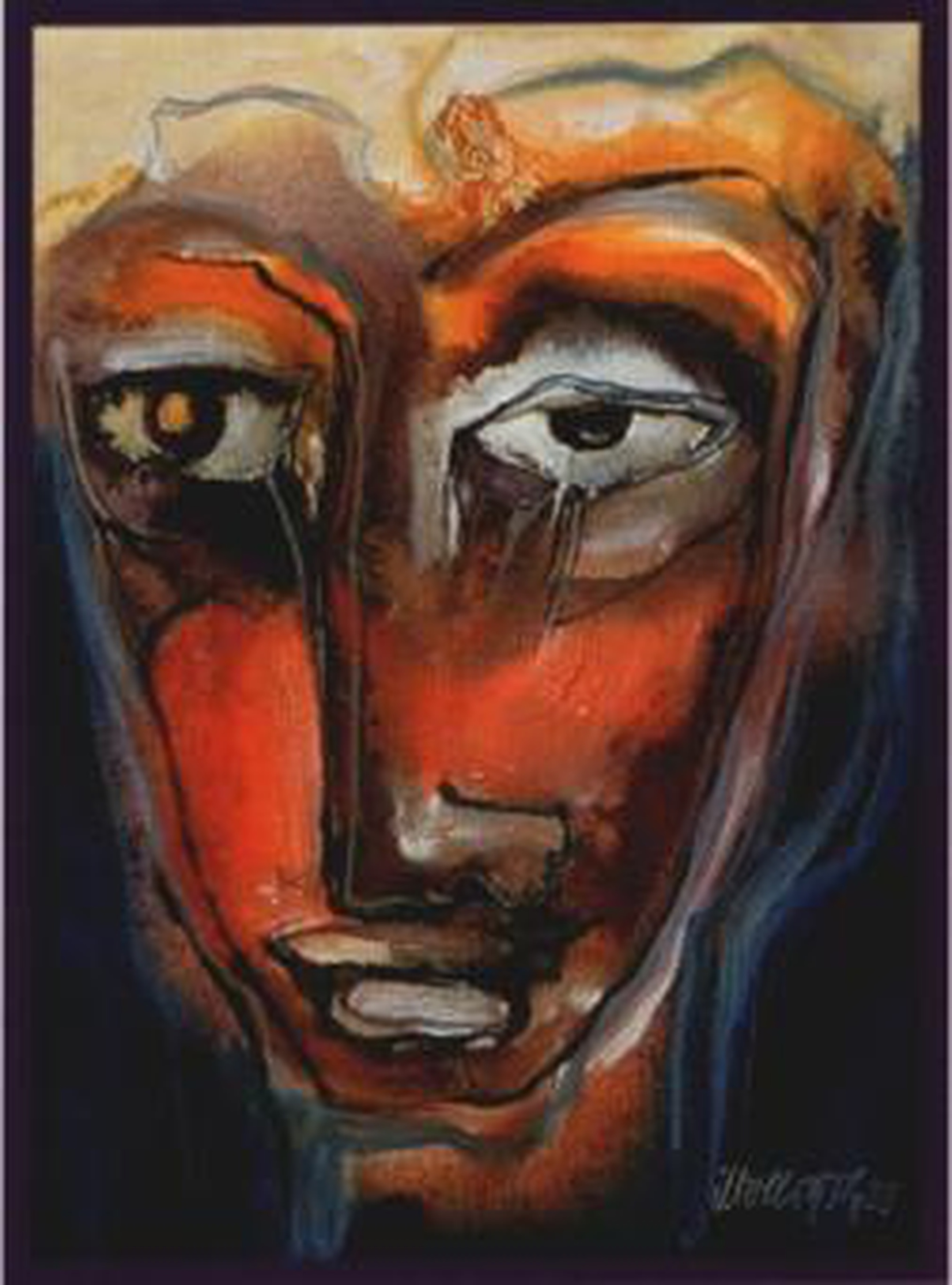
Gemälde ohne Titel von Johannes Vollrath, Mischtechnik

Johannes Raphael Vollrath (* 1. Juni 1940 in Düsseldorf; † 27. Februar 2013 in Langenpreising) war ein deutscher Maler.

## Werdegang
In jungen Jahren wurde sein musisches Talent von seiner Mutter (Pianistin) und seinem Großvater (Maler und Grafiker) gefördert.
Im Jahr 1958 begann Vollrath Gebrauchsgrafik an der Werkkunstschule Düsseldorf zu studieren. Von 1962 bis 1968 arbeitete er als Bühnenbilder-Assistent und Bühnenmaler für das Residenztheater und das Gärtnerplatztheater in München und das „Theater des Westens“ in Berlin.
Seit 1969 war Vollrath freischaffender Künstler. Sein Werk umfasst Aquarelle, Acryl- und Ölgemälde, Grafiken, Fotografien und Mischtechniken, Radierungen und Holzstelen.
Bekannt wurde Johannes Vollrath durch Ausstellungen in München, Landshut, Erding, Meersburg, Stuttgart, Husum.
1985 erschien ein erstes Buch mit Aquarellen von Johannes Vollrath und Texten von seiner Lebensgefährtin Ingrid Gnettner im Eulenverlag unter dem Titel Phantasielandschaften. Weitere Bücher folgten unter dem Titel Naturlandschaften, Blütenlandschaften und Tage des Südens.
Vollrath gewann mehrere Ausschreibungen für die Ausstattung öffentlicher Gebäude. 1991 erhielt er von der Deutschen Bundesbahn den Auftrag die Ausstattung der ICE-Züge durch seine Aquarell- und Acrylbilder künstlerisch zu ergänzen. 1996 erhielt Johannes Vollrath den Kulturpreis des Landkreises Erding.
1997–2000 erwarb das Museum Pinakothek der Moderne in München im Rahmen des Programms der Bayerischen Staatsregierung für Künstler und Publizisten eine Auswahl seiner Werke für den Bestand der Sammlung Moderne Kunst für die Bayerische Staatsgemäldesammlung.
Vollrath wohnte die letzten 25 Jahre in Langenpreising, wo er 2013 starb.